# 内迈特凯尔
内迈特凯尔，是匈牙利托尔瑙州所辖的一个村，总面积64.97平方公里，总人口1720，人口密度26.5人/平方公里（2010年1月1日）。